# Wintertuin Cantonspark
De Wintertuin in het Cantonspark is een rijksmonument in Baarn in de provincie Utrecht.

## August Janssen
De tropische kas bevindt zich in het Cantonspark waarin door de schatrijke Amsterdammer August Janssen (1865-1918) een zogenaamde overtuin werd aangelegd. De tuin hoorde bij zijn in 1910 gebouwde huize Canton aan de overzijde van de Javalaan.
Na het overlijden van August Janssen in 1918 werd het park inclusief de kassen geschonken aan de Staat der Nederlanden onder de conditie dat het park met de kassen ten minste vijftig jaar lang ten dienste zouden staan aan het onderwijs.

## Hortus Universiteit Utrecht
In 1918 werd het park met de Wintertuin overgedragen aan de Staat der Nederlanden die het bestemde als botanische tuin voor de Rijksuniversiteit Utrecht. Er werden bananen en koffiestruiken gehouden en een grote verzameling Bromelia uit Zuid-Amerika. In 1931 werden tropische planten afkomstig van landhuis De Duno bij Doorwerth aan de collectie toegevoegd. In deze tijd is ook extra verwarming aangelegd, de ketel stond in een verwarmingskelder buiten de kas. Aan de noordkant werd in 1955 een keukenruimte aangebouwd. Dit werd later de hoofdingang, oorspronkelijk zaten alle deuren aan de kant van het Cantonspark. Toen de Utrechtse Universiteit in de zestiger en zeventiger jaren naar de Uithof verhuisde en rond een groot fort moderne botanische tuinen werden aangelegd, werd de Wintertuin overbodig. De plantencollectie werd meegenomen en de andere kassen plus het leslokaal verdwenen uit het Cantonspark. De overgebleven Wintertuin kreeg daarna de status van rijksmonument.

## Beschrijving

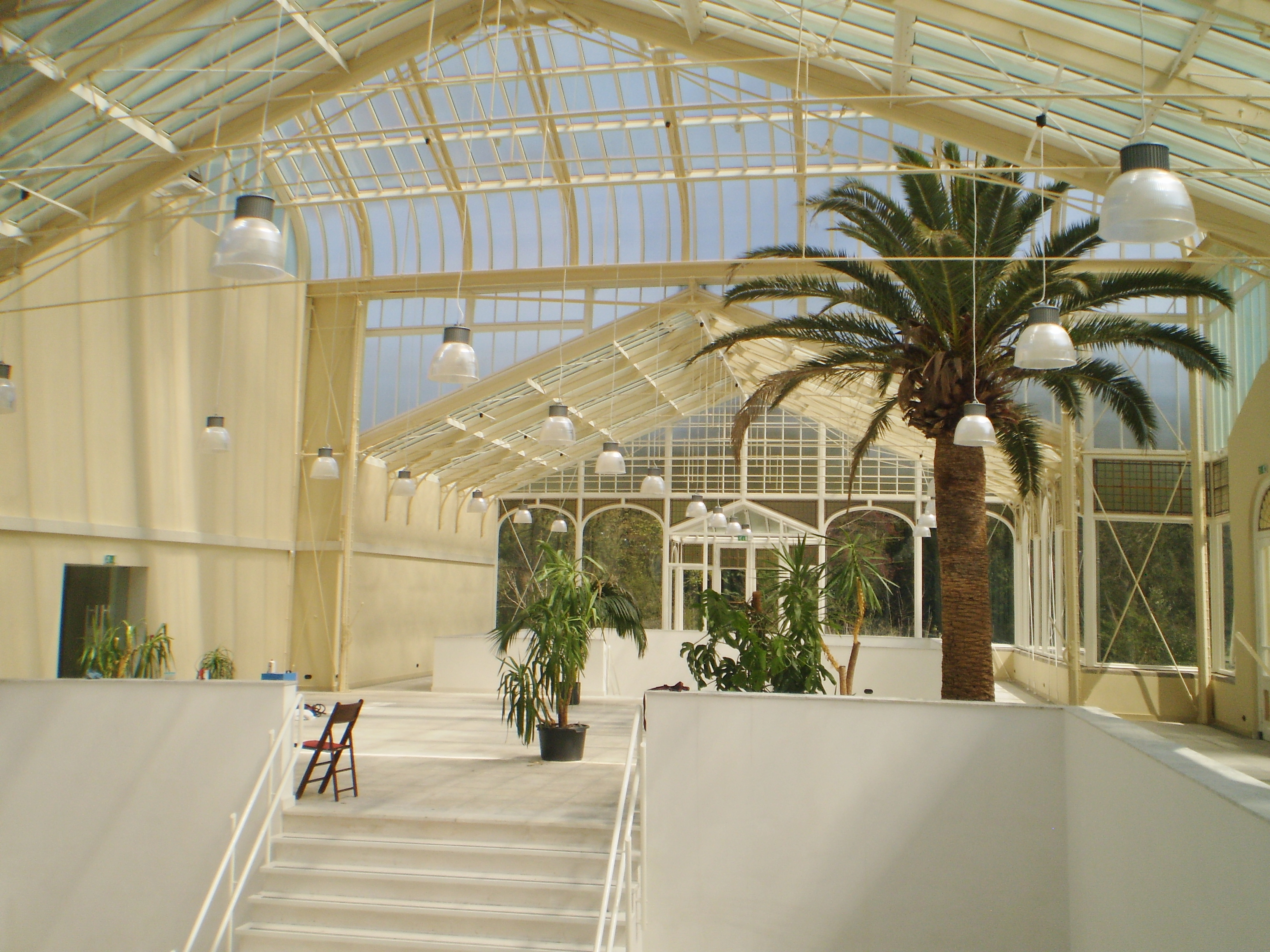
Wintertuin binnen

De Wintertuin met een buitenmaat van 41 bij 25 meter staat aan de noordzijde van het park en is ongeveer oost-west gericht. De hoogte van het symmetrische gebouw is bijna 13 meter. Het dakhuis heeft een glaskap met ramen die geopend kunnen worden. De beide lagere vleugels hebben en hoogte van 7,5 meter. Verder zijn aan de oost- en westzijde twee erkers aangebouwd, waarin vroeger toegangsdeuren zaten. De uitbouw naar het park heeft een dubbele deur, bij de bouw was dit de hoofdingang. De dubbele deuren maakten het mogelijk om de grote planten in en uit de kas te brengen.
De kas, die via de ingang aan de Heemskerklaan bereikbaar is, telt één bouwlaag. De voorkant aan de parkzijde ligt op het zuiden, zodat de planten ook 's winters voldoende licht en zonnewarmte kunnen opvangen. De puien hebben een roedenindeling, soms nog met glas-in-lood. Het middelste bouwdeel is hoger opgetrokken en is voor het grootste deel voorzien van glas. Tegen de zijgevels zijn erkers van hout en glas geplaatst. Het interieur is één grote ruimte. In het midden bevindt zich een palm, de zijvleugels zijn verdiept aangelegd. In 1931 werd het oostelijk deel van de kas afgescheiden voor de huisvesting van tropische planten afkomstig van landhuis De Duno bij Doorwerth. Er is toen ook extra verwarming aangebracht. De kolenkelder en het ketelhuis zijn afgebroken.

## Eigendom gemeente
In 1987 stootte de Universiteit van Utrecht de wintertuin af en kwam de kas voor 1 gulden in bezit van de gemeente Baarn. Nadat het gebouw een aantal jaren leeg stond of als galerie werd gebruikt kon het in 2012 met rijkssubsidie worden opgeknapt. In 2013 ging de kas gebruikt worden als horecagelegenheid met vlindertuin. Omdat deze bestemming niet bleek te passen in de omliggende woonwijk, werd de exploitant door de gemeente Baarn afgekocht. Na opnieuw een aantal jaren leegstand, startte de gemeente in 2016 een nieuwe procedure om een exploitant te vinden. Een nieuwe exploitant ging in 2019 de Wintertuin gebruiken als 'belevingstuin' met een escaperoom en horeca. Sinds 2023 is het gebouw weer voor het publiek gesloten.